# Zoo de Banja Luka
Le zoo de Banja Luka (en serbe cyrillique : Зоо парк Бања Лука ; en serbe latin : Zoo park Banja Luka) est situé à Banja Luka, la capitale de la république serbe de Bosnie, en Bosnie-Herzégovine. Il se trouve dans le parc forestier du faubourg de Trapisti. Il s'étend sur 2,3 ha.

## Présentation
Le zoo compte environ 50 espèces d'animaux, lamas, autruches d'Afrique, cerfs, chevreuils, loups du Canada, ratons laveurs, macaques, moutons écossais, tortues... On peut y voir également des tadornes casarcas, des oies, des cygnes, des oies du Canada, des paons, des perroquets, des pinsons australiens ou des rapaces comme le faucon. Le parc abrite encore des écureuils, des chèvres angoras, mais aussi des ours, des lions et des tigres.